# Josip Buturac
Josip Buturac Grabarje, 1905. november 14. – Lovrečina kastély, 1993. október 5.), horvát katolikus pap, történész, egyháztörténész, egyetemi tanár, levéltáros, egyházi író.

## Élete
Pozsega melletti Grabarjén született 1905. november 14-én. Apja, Antun Buturac, anyja Franjka Svoboda, testvére, Lojzo Buturac egyházi író, egyházzenész, építőmérnök volt. Djedina Rijekán nőtt fel. Általános iskolába Hrussóvölgyön, gimnáziumba Pozsegában (1917-1920), Travnikban (1920-1921) és Zágrábban (1921-1925)  járt, ahol 1925-ben az érseki gimnáziumban érettségizett. Már diákkorában élénken érdeklődött a történelem iránt. Különösen szülőföldjének története érdekelte. Gyakran hallgatta az idősek elbeszéléseit. Különösen Julije Kempf 1914-ben megjelent, a Pozsegai völgyről írt „Iz Požeške kotline” című műve ragadta meg, melyet többször is elolvasott. Első művei, főként versek, a diákújságban jelentek meg. Teológiai tanulmányait Zágrábban végezte. Első önálló munkája még egyetemistaként, 1927-ben jelent meg Hrussóvölgy és környéke történetéről „Ruševo i okolica u proslošti” címmel.
1929. június 30-án Zágrábban szentelték pappá. 1929 és 1931 között Kutenyán volt káplán, 1931 és 1934 között pedig Cseglényben plébános. Papi hivatása mellett rendszeresen írt történelmi tárgyú cikkeket a „Katolički list”, a „Croatica sacra”, a „Požeške novine” és a „Hrvatska straža” című egyházi és világi folyóiratokba. 1934-től 1936-ig a római Gregoriana Pápai Egyetemen tanult. 1936-tól 1939-ig a Zágrábi Egyetem Filozófiai Karán horvát történelmet és etnológiát tanult, emellett gimnáziumi hittanár volt. 1944-ben doktorált, disszertációját „Katolička Crkva a Slavoniji za turskoga vladanja” címmel a török uralom alatti szlavóniai katolikus egyházról írta. 1939-től 1941-ig a zágrábi Érseki Hivatal és Levéltár levéltárosa volt, 1941-től 1966-ig a zágrábi Állami Levéltárban dolgozott. Az 1944-1945 és 1953-1962 között egyháztörténetet tanított az egyetem teológiai karán. Nyugdíjba vonulásától, 1966. november 16-tól, egészen 1993. október 5-én bekövetkezett haláláig a Vrbovec melletti Lovrečina kastélyban működő szeretetkolostor (ma az irgalmas nővérek kolostora) papjaként élt.

## Történészi munkássága
Számos vitát, cikket, recenziót és önálló művet publikált az egyház- és nemzettörténet, valamint a levéltározás témakörében. Történeti munkáiban Buturac egyház- és kultúrtörténeti témákkal foglalkozott, elmélyült a múlt történeti-topográfiai, helynévtani, vándorlási és egyéb demográfiai jelenségeivel, különös tekintettel az egyes régiók születésének és pusztulásának kérdéseire. Az e területről származó munkák közül kiemelkedik „Stanovništvo Požege i okolice od 1700-1950” (Pozsega és környéke lakossága 1700-1950, Zágráb 1967) című terjedelmes műve. Josip Buturac szülőföldje, Pozsega után főleg Vrbovecről és környékéről írt. Műveit ugyan nem jellemzi különösebb történelmi korszak iránti érdeklődés, de a legtöbbet, többnyire kiadatlan levéltári anyagok alapján, a 17. századtól a 19. század közepéig terjedő időszakkal foglalkozik.
Jelentős a horvát levéltári irodalomhoz, különösen az egyházi levéltári irodalomhoz való hozzájárulása is. A zágrábi érsekség történészeként tizenöt művét szentelte ennek a témának, különösen Kažotić püspök életének és munkásságának kutatásával foglalkozott. Sokat írt a horvátországi szerzetesi és lovagrendekről, a ferencesekről, a templomosokról, a pálosokról, a johannitákról, a bencésekről és a jezsuitákról. Középiskolai és egyetemi tanárként több kézikönyvet írt diákok számára. A középiskolásoknak írt egyháztörténeti kézikönyve alapműnek számít. Tizennégy művet szentelt a horvátországi egyházszervezet és társaságok történetének. 1944-ben Krunoslav Dragović-csal „Povijest Crkve u Hrvatskoj” címmel, 1973-ben pedig Antun Ivandijával „Povijest Katoličke Crkve među Hrvatima” címmel kiadta a horvátországi katolikus egyház történetét.
Huszonöt művet adott ki az észak-horvátországi plébániák történetéről. Ezek az egyházközségi monográfiák sok érdekes adattal szolgáltak a téma iránt érdeklődő hétköznapi olvasók számára. Megírta a templomok történetét, leírta az oltárokat, de fontos történeti adatokkal szolgált a települések keletkezéséről és elhagyásáról, valamint migrációjáról, születési és halálozási statisztikájáról is. Sokat foglalkozott a települések középkori topográfiájával is, megcáfolva néhány, a köztudatban elterjedt tévhitet.

## Főbb művei
- Ruševo i okolica u prošlosti (1927),
- Povijest Zbora duhovne mladeži zagrebačke 1836-1936 (1937),
- Karta Zagrebačke nadbiskupije (1938),
- Blaženi Augustin Kažotić (1942),
- Temelji Katoličke religije i povijesti Katoličke Crkve I. (1942),
- Katolička dogmatika i povijest Katoličke Crkve II. (1944),
- Povijest Crkve u Hrvatskoj. Pregled od najstarijih vremena do danas (1944),
- Arhivska čitanka (1950),
- Povijesna metodologija. Skripta za studente (1956),
- Iz historije pisanog dokumenta (1966),
- Iz crkvene povijesti Starog Petrovog Sela i okolice (1966),
- Iz povijesti župa Sisačkoga kraja (1967),
- Stanovništvo Požege i okolice od 1700–1950 (1967),
- Povijest Rimokatoličke župe Bjelovar (1970),
- Povijest uprave vjerskih organizacija u Hrvatskoj od X-XX stoljeća (1970),
- Katolička Crkva u Slavoniji za turskoga vladanja (1970),
- Povijest Katoličke crkve među Hrvatima (társszerző: Antun Ivandija, 1973),
- Povijest Rovišća (1975),
- Kutina, Uz 200. obljetnicu župne crkve (1977),
- Crkveno-kulturna povijest Požege i okolice: 1227–1977 (1977),
- Povijest Gornje Rijeke i okolice (1979),
- Božjakovina-Brckovljani 1209-1980 (1981),
- Marija Bistrica 1209-1980 (1981),
- Stubica Donja i Gornja 1209-1982 (1982),
- Pisani spomenici Požege i okolice 1210–1536 (1995).